# ۱۴۸۱ (میلادی)
۱۴۸۱ (میلادی) هزار و چهارصد و هشتاد و یکمین سال تقویم میلادی است.